# Йоганн Крістоф Бах
Не слід плутати з Йоганном Крістофом Фрідріхом Бахом.
Йоганн Крістоф Бах (Johann Christoph Bach, 8 грудня 1642 — 31 березня, 1703) —  німецький композитор епохи бароко. Син Генріха Баха, двоюрідний дядько Йоганна Себастьяна Баха, а також його першої дружини — Марії Барбари Бах.

## Біографія
Народився Арнштадті. За життя мав репутацію чудового композитора, порівняну тільки з репутацією його племінника, Йоганна Себастьяна. Був органістом Ейзенаха і, пізніше, членом придворного оркестру, там же. Його брат, Йоганн Міхаель Бах (тесть і дядько Йоганна Себастьяна Баха), також був композитором. Ряд творів, раніше приписуваних Йогану Себастьяну, як нещодавно з'ясувалося, належать Йоганну Крістофу. Один з найвідоміших його творів — кантата «Meine Freundin, du bist schön», ілюструє Пісні Соломона. Старший син Йоганна Крістофа, Йоганн Ніколаус Бах, також був композитором.
Незважаючи на успіхи в музичній кар'єрі, Йоганн Крістоф мав фінансові труднощі, через що, ймовірно, не був обраний опікуном Йоганна Себастьяна після смерті його батьків. На момент своєї смерті в Ейзенаху в 1721 році він мав великі борги.

## Твори

### Арії
- Es ist nun aus mit meinem Leben
- Mit Weinen hebt sichs an

### Мотети
- Der Gerechte, ob ergleich zeitlich stirbt
- Der Mensch vom Weib geboren
- Fürchte dich nicht
- Herr, nun lässest du dein Diener
- Herr, wende dich und sei mir gnädigv
- Herr, wenn ich nur dich habe
- Ich weiß, das mein Erlöser lebt
- Lieber Herr, wecke uns auf (Advent)
- Merk auf mein Herz BWV ANh. 163
- Nun. ich hab überwunden
- Sei gtreu bis in den Tod
- Unser Herzens Freude
- Was kein Auggesehen hat

### Концерти
- Ach, daß ich Wassers gnug hätte
- Die Furcht des Herren (авторство під сумнівом)
- Es erhub sichein Streit
- Herr, wende dich uns sei mir gnädig «Dialogus»
- Meine Freundin, du bist schön
- Wie bist du denn, O Gott im Zorn auf mich entbrannt (інша текстова версія: Wie bist du denn, O Gott im Zorn so entbrannt auf mich) «Lamentation»
- Der Herr Zebaoth

### Твори для клавіру
- Арія Eberliniana pro dormente Camillo — Арія і 15 варіацій
- Сарабанда G-Dur і 12 варіацій
- Арія a-moll & 15 варіацій
- Прелюдія і фуга Es-Dur BWV Anh. 17
- 44 Хорали «welche bey wärendem Gottes Dienst zum Praembulieren gebrauchet werden können»
- Хорал «Warum betrübst du dich» aus 44 Choräle
- Хорал «Allein Gott in der Höh sei Ehr»
- Хорал «An Wasserflüssen Babylon»
- Хорал «Wer Gott vertraut, hat wohlgebaut»
- Хорал «Ach Herr, mich armen Sünder»